# Jimmy Turgis
Jimmy Turgis (Bourg-la-Reine, Alts del Sena, 10 d'agost de 1991) és un ciclista francès professional des del 2014. Actualment corre a l'equip Cofidis.
Els seus germans Anthony i Tanguy també es dediquen al ciclisme.

## Palmarès en ruta
- 2012
  - Vencedor d'una etapa al Trofeu de l'Essor
- 2013
  - 1r al Circuit méditerranéen

### Resultats a la Volta a Espanya
- 2017. Abandona (15a etapa)